# The IRS Tapes: Who'll Buy My Memories?
The IRS Tapes: Who'll Buy My Memories? es el cuadragesimoprimer álbum de estudio del músico estadounidense Willie Nelson publicado por la compañía discográfica Sony Music en 1993. El álbum, con Nelson cantando y tocando la guitarra acústica, fue publicado para pagar la deuda que contrajo con el Servicio de Impuestos Internos (IRS) estadounidense. Inicialmente, iba a ser distribuido solo por pedidos vía telefónica, pero una negociación posterior con Sony permitió distribuirlo físicamente en tiendas. El álbum generó un total de 3,6 millones en concepto de ventas, que permitió pagar parte de los 9 millones de deuda contraídos por Nelson. 

## Trasfondo
En 1990, el Servicio de Impuestos Internos (IRS) estadounidense se apoderó de la mayor parte de los activos de Nelson, alegando que debía dieciséis millones de dólares. El músico descubrió más tarde que su contador, Price Waterhouse, había evadido el pago de impuestos durante años. La situación de Nelson se agravó debido a las escasas inversiones que había hecho durante la década de 1980. Su abogado, Jay Goldberg, renegoció un acuerdo con el IRS mediante el cual Nelson debía satisfacer el pago de seis millones de dólares, aunque no cumplió con el acuerdo.
Para pagar su deuda, Nelson grabó The IRS Tapes: Who'll Buy My Memories? solo con su guitarra, sin una banda de acompañamiento. El álbum incluyó una recopilación de éxitos de Nelson regrabados, con la producción de Bob Johnston.

## Lista de canciones
Todas las canciones compuestas por Willie Nelson excepto donde se anota.
| Disco uno |                                     |          |  |
| N.º       | Título                              | Duración |  |
| 1.        | «Who'll Buy My Memories»            | 3:12     |  |
| 2.        | «Jimmy's Road»                      | 2:39     |  |
| 3.        | «It Should Be Easier Now»           | 2:16     |  |
| 4.        | «Will You Remember Mine»            | 2:31     |  |
| 5.        | «I Still Can't Believe You're Gone» | 2:45     |  |
| 6.        | «Yesterday's Wine»                  | 2:25     |  |
| 7.        | «It's Not Supposed to Be That Way»  | 2:16     |  |
| 8.        | «Country Willie»                    | 3:43     |  |
| 9.        | «Sound in Your Mind»                | 3:08     |  |
| 10.       | «Permanently Lonely»                | 2:17     |  |
| 11.       | «So Much to Do»                     | 2:05     |  |
| 12.       | «Lonely Little Mansion»             | 2:06     |  |

| Disco dos |                                 |          |  |
| N.º       | Título                          | Duración |  |
| 1.        | «Summer of Roses/December Day»  | 3:51     |  |
| 2.        | «Pretend I Never Happened»      | 3:02     |  |
| 3.        | «Slow Down Old World»           | 1:52     |  |
| 4.        | «Opportunity to Cry»            | 2:21     |  |
| 5.        | «I'm Falling in Love Again»     | 3:25     |  |
| 6.        | «If You Could Only See»         | 2:33     |  |
| 7.        | «I'd Rather You Didn't Love Me» | 2:28     |  |
| 8.        | «What Can You Do to Me Now»     | 2:48     |  |
| 9.        | «Buddy»                         | 1:53     |  |
| 10.       | «Remember the Good Times»       | 1:32     |  |
| 11.       | «Wake Me When It's Over»        | 1:53     |  |
| 12.       | «Home Motel»                    | 2:34     |  |